# Moindou
Moindou – miasto i gmina na Nowej Kaledonii (terytorium zależne Francji), w Prowincji Południowej. Według danych na rok 2009 liczy 823 mieszkańców.